# Politisk kommentator
En politisk kommentator eller politisk analytiker er en person, der med afsæt i sin viden og erfaringer optræder i medier, hvor vedkommende i en slags dobbeltrolle som journalist og kilde udtaler sig om politik, oftest ud fra et påstået partipolitisk neutralt ståsted. Der er dog også eksempler på kommentatorer, der har en politisk fortid som Hans Engell, der er tidligere konservativ partileder, ligesom der også findes kommentatorer, der har et aktuelt deklareret politisk ståsted. Det gælder Jarl Cordua, der er medlem af Venstre.
Selv om titlen politisk kommentator ikke er beskyttet, er de i reglen i besiddelse af alle eller størstedelen af følgende kvalifikationer: Politisk basisviden, analytiske evner, netværk, kommunikationskompetencer og troværdighed. Alle kvalifikationer er relevante, men særligt netværket er centralt, for uden det har kommentatoren ingen viden. Kommentatorer har ofte deres daglige gang på Christiansborg og er således ganske tæt på politikerne og ikke mindst politikernes særlige rådgivere. Der eksisterer et særligt afhængighedsforhold mellem kommentatorer på den ene side og politikere og rådgivere på den anden. Mens kommentatorerne får informationer til baggrundsorientering, som kan anvendes i analyserne, får politikerne og de særlige rådgivere mulighed for at præge den dagsorden, kommentatorerne er med til at sætte.
I Danmark har brugen af politiske kommentatorer særligt vundet frem efter lanceringen af tv-programmerne Jersild & Spin på DR2 i 2005 og Mogensen og Kristiansen på TV 2 News i 2007. Kommentatorer vægter ofte spin og strategi i deres kommentatorer, ligesom de også spekulerer en del i hvad politikernes bagvedliggende motiver er. Historisk har kommentatorer haft et klart politisk ståsted selv, men siden årtusindskiftet har de i højere grad arbejdet ud fra et upartisk ståsted. Dog har forskere noteret sig, at politiske kommentatorer under valgkampen 2007 for første gang ikke kun leverede "news", men også "views" i form af egne værdiladede vurderinger. Mængden af normative udsagn om politikerne var stor, og de udsprang ikke af politisk substans. Forskning tyder også på, at mediernes fokus på proces (frem for substans) stiger markant under valgkampe.
Forskerne Peter Bro og Anker Brink Lund beskriver kommentatorerne som en slags oversættere; en rolle, der tidligere var forbeholdt forskere fra universiteter og andre forskningsinstitutioner. Kommentatorerne kan noget andet og mere, forklarer Peter Bro:
| Citat     | Meget få forskere har viden om de strategiske overvejelser, som politikerne gør sig, og derfor må journalisterne i vidt omfang alliere sig med folk, der har arbejdet som journalister eller spindoktorer på Christiansborg og på den måde har fået en indsigt i det politiske spil | Citat |
| Peter Bro | |       |

Kommentatorer har en generel tendens til at mene det samme, påpegede den amerikanske forsker Paul Hitlin i 2005. Han undersøgte amerikanske politiske kommentatorers kommentarer efter den første debat mellem præsidentkandidaterne George W. Bush og John Kerry i 2004 og fandt, at kommentatorerne ganske vist udtalte sig meget forskelligt dagen efter debatten, men at de efter nogle få dage havde harmoniseret deres kommentarer.

## Eksempler på danske politiske kommentatorer
- Søs Marie Serup
- Benny Damsgaard
- Peter Lautrup-Larsen
- Christine Cordsen
- Henrik Qvortrup
- Lars Trier Mogensen
- Elisabet Svane
- Jarl Cordua
- Hans Engell
- Niels Krause-Kjær